# 万柳地区

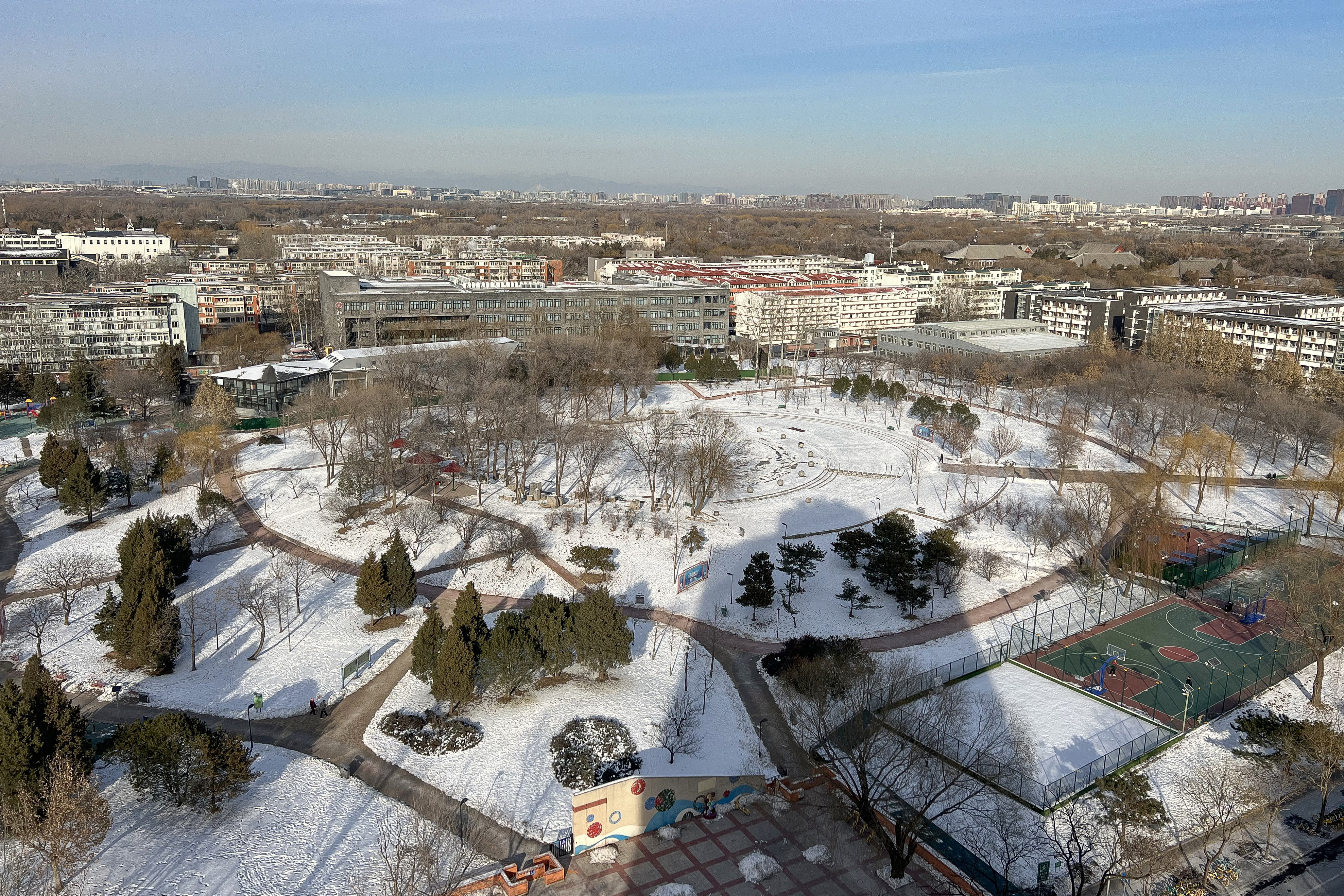
畅春公园位于燕园街道和海淀街道之间，但属于万柳地区辖区

万柳地区是中华人民共和国北京市海淀区下辖的一个地区办事处，同时保留海淀镇名称，其行政事务机构实行“一套人马，两块牌子”的体制，地区办事处与镇政府合署办公。原为1984年撤公社建立的海淀乡，2001年挂万柳地区办事处牌，2012年2月23日撤乡设镇。
2020年7月，全国爱卫会命名海淀镇为2017-2019周期国家卫生乡镇。

## 行政区划
万柳地区下辖以下地区：
六郎庄社区、功德寺社区、万泉庄村、六郎庄村、青龙桥村和树村。

## 人口变化
2020年第七次人口普查中万柳地区常住人口为2,022人，与十年前的第六次人口普查的28,062人相比仅剩不到10%。造成这一变化的主要原因是六郎庄村的拆迁。